# Supermarine Attacker
Supermarine Attacker je bil enomotorni reaktivni palubni lovec, ki ga je zasnoval britanski Supermarine v 1940ih. Glavni uporabnik je bil Fleet Air Arm (FAA) - oddelek od Kraljeve mornarice. Tako kot večina drugih reaktivnih lovcev 1. generacije, je tudi Attacker imel kratko dobo uporabe, ker so ga hitro nadomestili bolj sposobni lovci. 

## Specifkacije (F.1)
Podatki iz The Illustrated Encyclopedia of Aircraft;Orbis 1985, p. 2980.
Splošne značilnosti
- Posadka: 1
- Dolžina: 37 ft 6 in (11,43 m)
- Razpon kril: 36 ft 11 in (11,25 m)
- Višina: 9 ft 11 in (3,02 m)
- Površina kril: 226 sq ft (21,0 m2)
- Teža praznega letala: 8.434 lb (3.826 kg)
- Bruto teža: 12.211 lb (5.539 kg)
- Pogon letala: 1 × Rolls-Royce Nene turboreaktivni motor, 5.000 lbf (22 kN) potisk motorjev

Zmogljivost
- Maks. hitrost: 590 mph (950 km/h; 513 kn)
- Doseg: 590 mi (513 nmi; 950 km)
- Višina leta (servisna): 45.000 ft (13.716 m)
- Hitrost vzpenjanja: 6.350 ft/min (32,3 m/s)

Oborožitev

- Strelno orožje: 4 × Hispano-Suiza HS.404 20 mm topovi